# Štíří důl
Štíří důl je přírodní rezervace v okresech Havlíčkův Brod a Žďár nad Sázavou v nadmořské výšce 570–620 metrů. Oblast spravuje AOPK ČR, RP Správa CHKO Žďárské vrchy. Důvodem ochrany je přírodovědecky cenné území s výskytem chráněných a ohrožených druhů rostlin a živočichů.

## Galerie

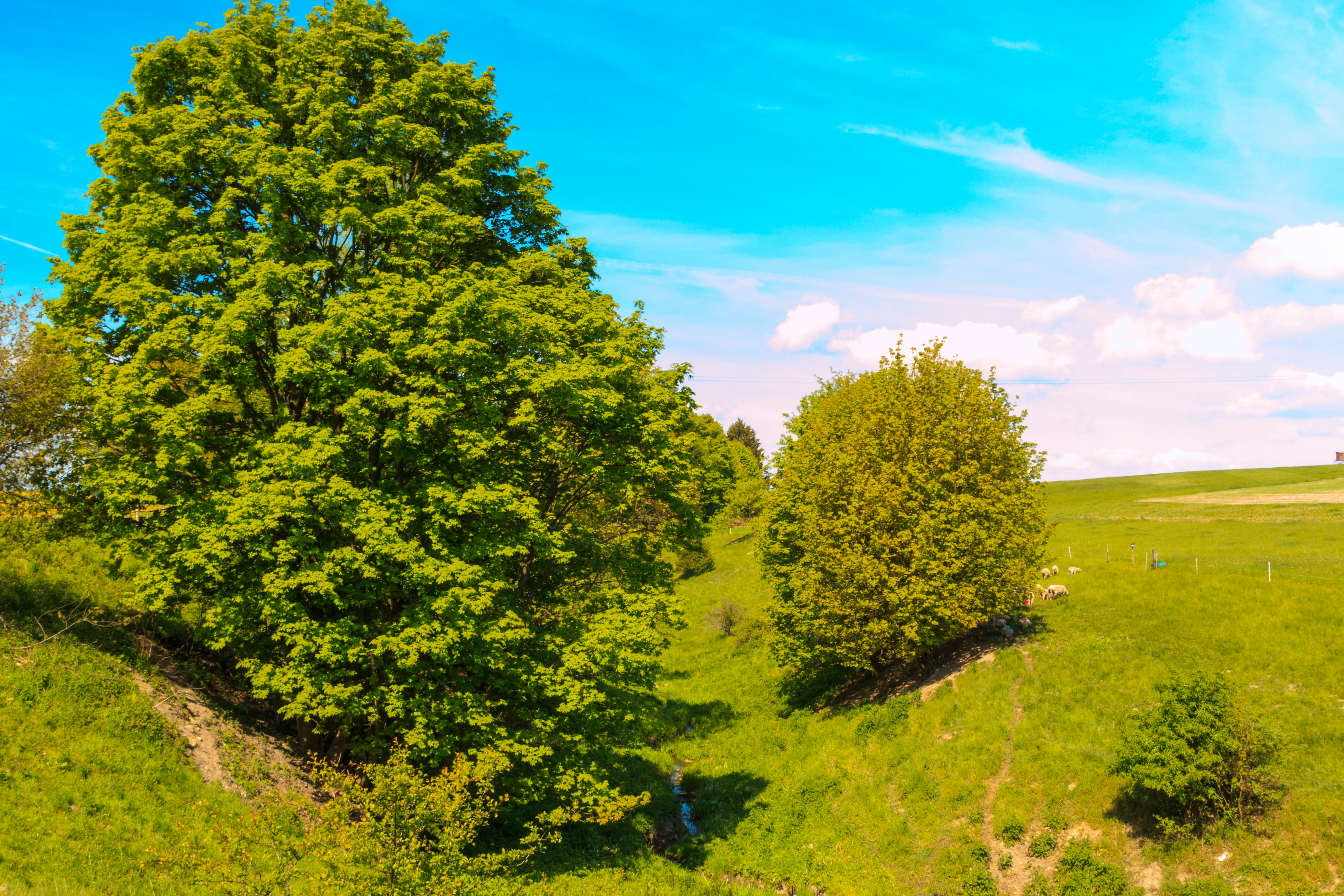
Štíří důl
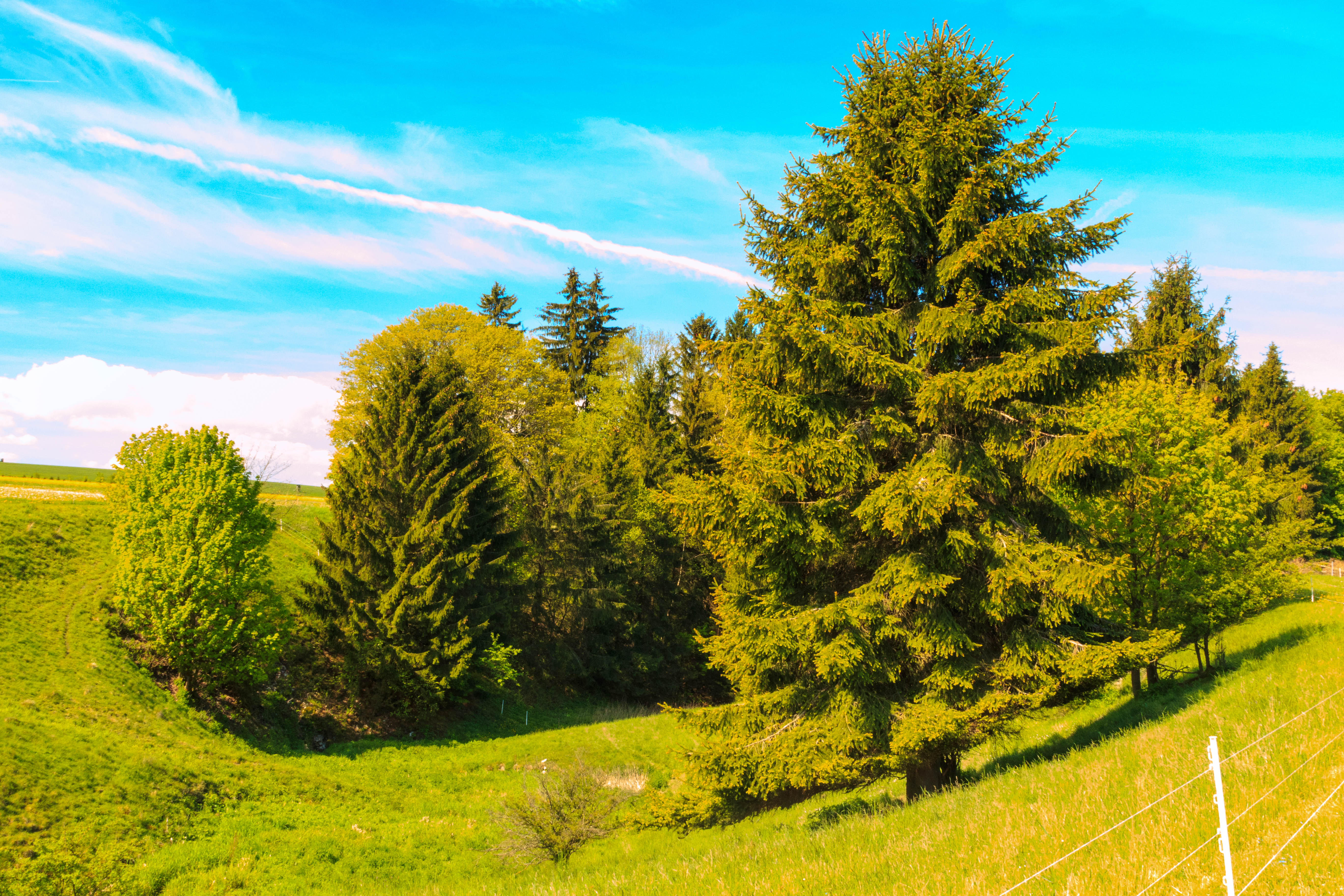
Štíří důl
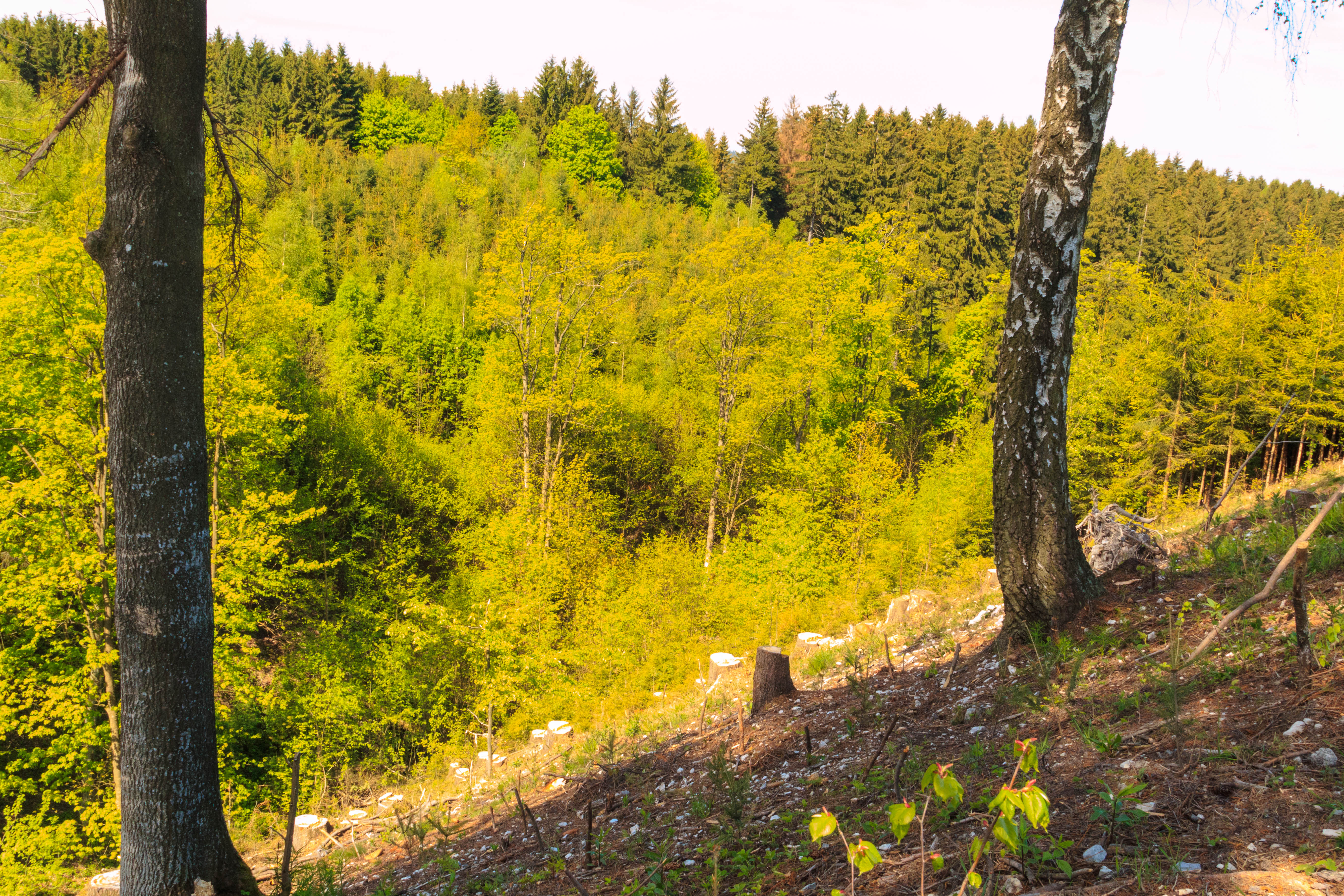
Štíří důl